# Blenina chloroptila
Blenina chloroptila är en fjärilsart som beskrevs av Holland 1894. Blenina chloroptila ingår i släktet Blenina och familjen trågspinnare. Inga underarter finns listade i Catalogue of Life.